# ديانا بيريرا هاي
ديانا بيريرا هاي (بالدنماركية: Diana Pereira Hay)‏ هي ملحنة دنماركية، ولدت في 20 فبراير 1932.